# Lijst van burgemeesters van Horn
Dit is een lijst van burgemeesters van de voormalige Nederlandse gemeente Horn tot die gemeente op 1 januari 1991 opging in de gemeente Haelen. Deze gemeente werd op 1 januari 2007 opgenomen in de nieuwe gemeente Leudal.
| Ambtsperiode | Naam burgemeester        | Partij of stroming | Bijzonderheden                                                              |
| ------------ | ------------------------ | ------------------ | --------------------------------------------------------------------------- |
| 1800 - 1806  | Nicolas Peeters          |                    |                                                                             |
| 1806 - 1817  | Marcel Magnée            |                    |                                                                             |
| 1817 - 1852  | Robert Magnée            |                    |                                                                             |
| 1852 - 1876  | Jan Mathis Peters        |                    | tevens burgemeester van Baexem (1870-1876)                                  |
| 1876 - 1889  | Theodor Huijben          |                    |                                                                             |
| 1889 - 1902  | L.H.A. Magnée            |                    |                                                                             |
| 1902 - 1916  | Th.J.H. Huijben          |                    |                                                                             |
| 1916 - 1933  | A.H. Derkx               |                    |                                                                             |
| 1933 - 1942  | L.M. Kirkels             |                    |                                                                             |
| 1942 - 1943  | A.J.J. de Glas           | NSB                |                                                                             |
| 1943 - 1944  | G.H. Trijbels            | NSB                |                                                                             |
| 1944 - 1960  | L.M. Kirkels             |                    | tevens burgemeester van Beegden (1946-1960)                                 |
| 1960 - 1968  | mr. Jan (J.H.J.) Daniels | KVP                | tevens burgemeester van Beegden, later burgemeester van Monster en Roermond |
| 1968 - 1986  | K.J. van Gerven          | KVP / CDA          | tevens burgemeester van Beegden, eerder burgemeester van Broekhuizen        |
| 1986 - 1990  | W.A. Hulsbeck            | VVD                | waarnemend                                                                  |

## Bron
- Jac Wijnands, De gemeente Horn 1800-1990, Horn, 1990.